# Elymus atratus
Elymus atratus är en gräsart som först beskrevs av Sergej Arsenjevitj Nevskij, och fick sitt nu gällande namn av Hand.-mazz. Elymus atratus ingår i släktet elmar, och familjen gräs. Inga underarter finns listade i Catalogue of Life.